# Hinojosa del Valle
Hinojosa del Valle é um município da Espanha na comarca da Terra de Barros, província de Badajoz, comunidade autónoma da Estremadura, de área 46 km².[carece de fontes?] Em 2021 tinha 476 habitantes (densidade: 10,3 hab./km²).

## Demografia
| Variação demográfica do município entre 1991 e 2004 [carece de fontes?] | Variação demográfica do município entre 1991 e 2004 [carece de fontes?] | Variação demográfica do município entre 1991 e 2004 [carece de fontes?] | Variação demográfica do município entre 1991 e 2004 [carece de fontes?] |
| ----------------------------------------------------------------------- | ----------------------------------------------------------------------- | ----------------------------------------------------------------------- | ----------------------------------------------------------------------- |
| 1991                                                                    | 1996                                                                    | 2001                                                                    | 2004                                                                    |
| 679                                                                     | 616                                                                     | 596                                                                     | 572                                                                     |